# Шанлыурфаспор
Шанлыурфаспор (тур. Şanlıurfaspor) — турецкий футбольный клуб из города Шанлыурфа, в настоящее время выступающий во Второй лиге, третьей по уровню в системе футбольных лиг Турции. Домашние матчи команда проводит на стадионе Шанлыурфа 11 апреля, вмещающем 28 965 зрителей.
«Шанлыурфаспор» был основан в 1969 году. В том же году он начал свои выступления в Третьей лиге, где играл роль аутсайдера. В 1977 году команда выиграла свою группу Третьей лиги и впервые в своей истории вышла во Вторую лигу. В 1985 году «Шанлыурфаспор» занял последнее 16-е место в группе А Второй лиги и вылетел обратно в Третью лигу. Спустя четыре года клуб смог вернуться во Вторую лигу, но удержаться там не сумел и спустя сезон вновь опустился в Третью лигу. С 1995 по 2001 и с 2012 по 2017 год «Шанлыурфаспор» выступал во второй по значимости лиге Турции, которая стала Первой лигой. 